# Бадајак
Бадајак (фр. Badailhac) насеље је и општина у централној Француској у региону Оверња, у департману Кантал која припада префектури Оријак.
По подацима из 2011. године у општини је живело 127 становника, а густина насељености је износила 10,18 становника/km². Општина се простире на површини од 12,48 km². Налази се на средњој надморској висини од 950 метара (максималној 1.023 m, а минималној 677 m).

## Демографија
| 1962. | 1968. | 1975. | 1982. | 1990. | 1999. | 2011. |
| ----- | ----- | ----- | ----- | ----- | ----- | ----- |
| 226   | 224   | 193   | 160   | 136   | 122   | 127   |

График промене броја становника у току последњих година